# 語言藝術
語言藝術是對語言的研究和提高。傳統上，語言藝術的主要分支是文學和語言，在這種情況下，語言指的是語言學和特定語言。語言藝術教育通常包括閱讀、寫作（作文）、口語（說話）和聽的能力。在學科上，語言藝術與科學、數學和社會研究並駕齊驅。語言藝術同時被認為是具有審美功能和特徵的藝術學科之一，與視覺藝術、聽覺藝術（音樂藝術）共同組成廣義上的藝術。

## 聽的能力
聽的能力是口語（說話）、閱讀和寫作技能發展的基礎。是理解口語的行為，經常與口語搭配使用。以鼓勵交流的方式回應說話者，這樣就可以得到所需要的資訊。當人們表示對某些語言感興趣時，一個偶然的問題或評論來概括已經說過的話，也表明正在傾聽和理解語言所提供的資訊。
提高聽力技巧的方法是練習“主動傾聽”，有意識地，努力去傾聽別人說的話，更重要的是，去理解其中的內容。傾聽語言是一項技能，人們都可以從中受益。通過成為一個更好的傾聽者，可以提高自身語言的效率及其影響力和說服力。

## 說話
學習語言最令人興奮的部分是交流，一般而言，學習語言的目的就是希望可以和其他人交談。當有足夠的技巧開口和別人聊天，隨意地使用語言，這是真正令人興奮的。用語言與人交談也很有挑戰性——努力跟上說話的速度、不習慣的新詞和句子結構、俚語和方言，這些挑戰和興奮會讓人難以置信地激動。
演講和現場演講通常是語言藝術課程的關鍵組成部分。這可以包括戲劇解釋、演講、詩歌的口頭解釋等等。說話是增強概念的感性認識和發展語言技能的一種有價值的方法。當人們相互交談時，在語言學習中學到的幾乎所有知識。從本質上講，說一種語言可以説明人將語法、詞彙和發音的知識從腦海中轉移到腦海中，這會改善人的思維流暢性和記憶力。

## 閱讀
閱讀是通過掌握書面或印刷體的字、詞或句子的意思來理解知識。閱讀包括各種各樣的印刷品和非印刷品文本，説明讀者理解正在閱讀的材料。閱讀教育課程中經常包含的課文包括小說、非小說、經典以及當代作品。閱讀不僅僅是通過召喚詞語來理解書面或文學語境中呈現的資訊，而且幫助閱讀者發展他們的理解和分析能力。閱讀還有助於學習生詞、積累詞彙和掌握拼寫，並通過指導，練習和測試幫助閱讀者建立技能，在這裡運用基本的閱讀技巧來形成更為複雜和分析性的文學理解，理解文學作為想象的藝術的重要性。隨著閱讀的發展和擴展，包括更複雜的閱讀理解，如小說，詩歌和散文。通常圍繞閱讀小說、散文和其他文學形式展開，分析、解讀和剖析書面材料，以便比較、對比和討論主題、人物和情節等要素。
語言藝術形象的間接性在閱讀作品的過程中形成，借助積極活躍的聯想和想象，閱讀者在自己的頭腦中呈現出生動可感的畫面形象。文學作品所蘊藏的思想內涵，由讀者在閱讀的過程中感情被激發的同時去深入體會和領悟。

## 寫作
寫作是人類有意識地使用文字來記錄資訊、表達意向，可能在文字中加入一些文學的技巧。以下是語言藝術中的形式種類：如小說、演講、散文、詩歌等，創作文學作品的藝術，尤指作為學術練習而寫的短文。短文是關於某一特定主題或主旨的短文，通常是散文，可以是描繪性的、分析性的、思辨性的或解釋性的。短文有很多種，包括散文、論文、記敘文、說明文、說服性文章、技術寫作論文、研究論文、詩歌等等。
句法、主題寫作和詞彙都是寫作基礎課的重點。通過這些練習，有望在最初的時候發展寫作技能。此外，語法和語義學成為寫作實踐的重點，培養寫作技能，包括詩歌、說明文和創造性寫作，在其中期望發展分析能力。熟練的寫作技巧是必要的，因為這些對文學的討論通常以論文或研究論文的形式表現出來，以瞭解文學及其價值。這也是寫作準備的一個重要組成部分，讓學習寫作的人在整個寫作生涯中所需要的廣泛的研究和分析技能做好準備。
文學作品的結構與語言具有特殊的地位和作用，是構成文學作品的重要技巧和方法。文學作品作為一個有機的整體，必須利用結構與語言的藝術性互為一體的這個關聯性來完成。對於文學作品而言，借助藝術性語言的描寫來建立結構極為重要，甚至事關整個作品的得失成敗。

## 審美功能及其特徵

### 形象性
文學形象的非經驗性，是文學作為語言藝術區別於其他藝術形式的重要特徵之一。不論是視覺藝術中的繪畫、雕塑、建築藝術、工藝美術，還是聽覺藝術的音樂，甚至於舞蹈等表情藝術和戲劇、電影等綜合藝術樣式，都通過可以看到或聽到（有些藝術形象甚至有些還可以直接接觸）的經驗性藝術形象來直接作用於人的感覺。與這種種藝術形式不同，文學這門語言藝術所描繪的形象不是通過讀者的感受器官來直接把握，而是以語言為媒介，使語言藝術產生的形象靈活生動、躍然紙上，激發讀者的想象，令讀者獲得宛如聞其聲見其人的身臨其境的感受抑或共鳴，滲透在讀者的精神世界。
文學天地的可能性非常廣闊，來自語言藝術媒介的特性。用語言來表現現實生活，具有廣泛而深入的表現能力，語言藝術有著極大的自由度和容納量，幾乎不受時間和空間的限制，正如陸機《文賦》所說“觀古今於須臾，撫四海於一瞬”，全方位、多角度地展示廣闊而複雜的文學場景，達到突破客觀時間（實現時間）和空間的制約而自由馳騁。
語言藝術的形象性表現在它不僅能描繪外部世界，而且能夠深入到人的內心世界，直接敘述各種人物複雜的、豐富的精神世界。語言藝術可以通過描繪人物的音容笑貌、服飾裝扮、言行舉止等來展現人物的微妙心理變化。向人的內心世界的深處發展，無疑使語言藝術的天地變得尤為寬廣，這是其他藝術種類難以比擬的。

### 情感性
在文學作品中情感通過抒情或敘述的方法深入展示人物細膩複雜的感情。從一定意義上說，文學作品的情感是通過藝術形象表現出來的，只有將情感滲透在思想裡的作品，而非特別地直說，才能蘊含震撼心靈的藝術感染力。此外，文學作品的情感性也離不開真善美，是在理性真善美指導下成為具有特定愛憎情感的價值傾向。顯然，文學作品中的情感性與語言藝術二者相互滲透、相互融會，成為所有文學形式所不可或缺的要素。
由於文學作品能夠深入到人的精神世界，用富於變化的藝術語言描寫人物複雜、豐富和隱秘的情感世界，使得文學作品塑造的人物形象的途徑多樣化。作家的主觀情感和思想自然而然地滲透在文學作品之中。文學的情感性越深厚，就越富有藝術磁性，也越能吸引和打動讀者。不僅抒情詩、抒情散文等情感類文學形式飽含作家熾熱的感情，戲劇、小說也離不開情感性，即使報告文學、敘事詩等敘事類文學同樣離不開情感性。只不過在有些文學形式的作品中，作者一般不外在地直接抒情，而是將自己的主觀情感深深蘊藏在文學形象之中，通過對藝術形象的描繪來傳達情感。

### 思想性
語言藝術的思想性在深度和廣度上也和其它藝術形式不同。所有文藝作品都會在不同程度上表現作者、藝術家的審美觀念和對生活的態度和認知，從而具有相應的思想和意識傾向，而在各類藝術中，語言藝術的形象的蘊藏量更為豐富。語言藝術之所以具有這種優勢，同樣是與它採用語言這種非經驗性媒介的特性是分不開的，因為語言藝術既能直接表達人的思想，表達出人的精神意識以及價值判斷，又能給人留下更為廣闊的想象空間。所謂價值判斷，其實就是作者通過語言藝術把愛憎褒貶隱含在文學作品之中。
文學運用語言藝術來傳達思想觀念。由於文學語言必須通過讀者的想象才能感受到藝術形象，因此，文學形象具有間接性。這種間接性既是語言藝術的局限，也是語言藝術的特長所在，因為它使得文學形象具有其他藝術無法相比的可能性空間，借此蘊藏更為豐富的寓意和深刻的思想。

## 文獻來源
1. 1 2 3 4 5  童慶炳. . 北京: 北京大學出版社. 2007. ISBN 9787301116142.
2. 1 2 3 4 5 6 7 8  牛廣海（主編）. . 長春: 吉林大學出版社. 2009. ISBN 9787560148618.
3. ↑  "The Road to Middle-earth", T. A. Shippey
4. ↑  .   [2017-12-24]. （原始内容存档于2017-12-25） （英语）.
5. 1 2 3 4 5 6 7  司紅霞編. . 北京: 北京廣播學院出版. 2002. ISBN 9787810850032.
6. 1 2  花中欣等. . 北京: 經濟日報出版社. 1997. ISBN 7801273117.
7. ↑  . englishlive.ef.com.   [2017-12-24]. （原始内容存档于2018-08-26） （美国英语）.
8. 1 2 3  徐丹暉. . 北京: 北京廣播學院出版社. 1999. ISBN 9787810047944.